# Bernard Rajzman
Bernard Rajzman ComMM (Rio de Janeiro, 25 de abril de 1957) é um ex-jogador de voleibol brasileiro.

## Biografia
Filho de um judeu polonês fugitivo de um campo de concentração vindo ao Brasil a passeio e de uma francesa expatriada no Brasil, aos onze anos de idade, entrou para o Fluminense jogando basquete, mas passou para o voleibol devido a sua baixa estatura. Estreou com dezessete anos na Seleção Brasileira e foi um dos grandes nomes da denominada Geração de Prata. Participou de três Olimpíadas: Montreal (1976), Moscou (1980) e Los Angeles (1984).
Ficou conhecido pelo saque Jornada nas Estrelas (nome oriundo do título da série de TV da década de 1960), jogada que adaptou do voleibol de areia, que consistia em sacar a bola à uma altura considerável, com força e efeito, dificultando a recepção do adversário.
Após deixar as quadras, entrou para a política. Foi Secretário Nacional de Esportes do Governo Collor e Deputado Estadual eleito em 1994, então pelo PPB, da Assembleia Legislativa do Estado do Rio de Janeiro. Tentou reeleger-se em 1998 e obteve a suplência. Assumiu eventualmente até 2002. Seria filiado ainda ao PSDB e PSB. Em 1992, Rajzman foi admitido pelo presidente Fernando Collor à Ordem do Mérito Militar no grau de Comendador especial.
Atualmente, Bernard Rajzman é membro do Comitê Olímpico Brasileiro, membro da Câmara Setorial dos Esportes (Coordenador do Desenvolvimento Esportivo), Presidente da Comissão Nacional de Atletas e Subsecretário do Pan-Americano Rio (2007).
Em 27 outubro de 2005, foi o primeiro brasileiro indicado para integrar o Hall da Fama do vôlei mundial em Massachusetts, Estados Unidos.
Foi enredo da tradicional escola de samba Unidos de Lucas no Carnaval do Rio de Janeiro em 2003. A agremiação foi a campeã do Grupo C. 

## Destaques
- Campeão Sul-americano: 1973, 1975, 1977, 1981, 1983 e 1987
- Vice-campeão Mundial de Vôlei: 1982
- Medalha de Ouro no Pan-Americano: 1983
- Medalha de Prata na Olimpíada de Los Angeles: 1984
- Vice-Campeonato Mundial de Vôlei de Praia: 1988

## Condecorações
- Ordem do Rio Branco
- Ordem do Mérito Desportivo
- Ordem do Mérito Aeronáutico
- Ordem do Mérito Forças-Armadas
- Ordem do Mérito Olímpico
- Hall da Fama do Voleibol

## Vida pessoal
Seu filho, Phil Rajzman, é campeão mundial de surf, na categoria Longboard. Seu filho mais novo, Bernardo Rajzman, é jogador de basquete 